# Marion Angus
Marion Emily Angus fue una poeta escocesa que escribió la mayoría de su poesía en un dialecto del escocés (conocido en su nombre vernáculo como Scots o Lallans), mientras que su prosa la escribió en inglés estándar. Es vista en la literatura escocesa como una vanguardista del renacimiento literario escocés del período entre la primera y Segunda Guerra Mundial

## Biografía
Nació el 27 de marzo de 1865 en Sunderland, Inglaterra, como la tercera de seis hijos de Mary Jessie Watson y Henry Angus. Su padre fue un ministro presbiteriano del noroeste de Escocia que se graduó del Marischal College de la misma ciudad. Cuando su padre se volvió ministro de la Iglesia "Erskine United" de Arbroath en 1876, toda la familia se mudó a esta última ciudad. Marion tenía once en ese entonces y asistió a la escuela secundaria local, pero no consiguió mayor educación como sus hermanos varones. No obstante, puede ser que posteriormente hubiese viajado a Francia, pues hablaba muy fluido el francés y hay numerosas referencias a ese lenguaje en su prosa. También se sabe que visitó Suiza.
Cuando su padre murió en 1902, Marion y su hermana Emily crearon una escuela privada en cada de su madre en Cults, los suburbios de Aberdeen, Escocia, sin embargo, fracasó cuando estalló la Primera Guerra Mundial. En 1921, ambas regresaron a Aberdeen, sin embargo Emily, quien padecía de sus facultades mentales, fue hospitalizada en el hospital psiquiátrico "Glasgow Royal", por lo que Marion buscó lugares cerca de Glasgow donde quedarse para estar cerca de su hermana. Ahí continuó publicando poesía, mientras daba lecturas ocasionales. No obstante, por su situación económica y familiar, se agravó su depresión. En ese período la apoyó de cerca la poeta Nan Shepherd.
En los años treinta mantuvo correspondencia con una amiga llamada Marie Campbell, donde develaba su profunda actitud irrespetuosa e impaciente para con la sociedad convencional: "I don't know, that I care particularly for what is usually called 'cultivated people'. I found a more delicate and refined sympathy in my chairwoman in Aberdeen than I did in any of my educated acquaintance" (trad. "No lo sé si me interese particularmente es lo que se le suele llamar 'gente culta'. He encontrado más delicada y refinada simpatía en mi presidenta en Aberdeen que en otros eruditos conocidos").
Marion Angus regresó a Arbroath en 1945 para ser cuidada por una antigua sirvienta de la familia, Williamina Sturrock Matthews. Ahí murió el 18 de agosto de 1946. Sus cenizas fueron esparcidas en las playas de Elliot Links. Su lado no convencional ha sido recalcado en un artículo de un amigo publicado después de su muerte: "She was nothing if not original... even when her wit was mordant, she had a capacious and most generous heart" (trad. Ella no era otra cosa más que original... incluso cuando su ingenio era mordaz, tenía el corazón más espacioso y generoso).

## Obra

### Diarios y biografías
Marion escribió diarios ficcionales de manera anónima para el periódico The Arbroath Guide, el diario se intituló The Diary of Arthur Ogilvie que comprendió los años 1897-1898. También hubo un segundo diario de 1899, el Chistabel's Diary. Ambos diarios fueron publicados en forma de libro, pero ninguno de ellos sobrevivió. Se presume que estas obras habrían traído a la luz diversos aspectos sobre la vida de adulto joven de Marion Angus, una muy religiosa y llena de ejercicios como la caminata y el ciclismo.
Su primera obra más importante que publicada en 1913 fue la biografía de su abuelo intitulada Sherriff Watson of Aberdeen: the Story of his Life and his Work for the Young.

### Poesía
Empezó a escribir poesía hasta el año 1918. Su primer volumen, escrito en Scotts (un dialecto del escocés), se llamó The Lilt, un libro que salió al mismo tiempo que los primeros experimentos de Hugh MacDiarmid en el periódico Dunfermline Press. La primera estrofa del poema hubo de establecer la voz de Angus como poeta para obras futuras.
Jean Gordon is weaving a' her lane
Twinin the threid wi a thocht o her ain,
Hearin the tune o the bairns at play
That they're singin among them ilka day;
And saftly, saftly ower the hill
Comes the sma, sma rain.
Después le siguieron otros cinco volúmenes de poesía, la cual estuvo influenciada por la tradición de la balada escocesa y por otros poetas pioneros como Robert Henryson y William Dunbar:
- The Tinker's Road and other Verses (1924)
- Sun and Candlelight (1927)
- The Singin' Lass (1929)
- The Turn of Day (1931)

Además de estar asociada con el renacimiento literario escocés del periodo entre guerras, también se le asocio con los "revivalists", quienes buscaban recuperar tradiciones, tal como Violet Jacob, Alexander Gray y Lewis Spence. Junto con los esfuerzos de MacDiarmid para desarrollar la cultura en los años veinte y treinta, Marion Angus trabajó en la radio recitando sus poemas.